# Eielson AFB
Eielson AFB – jednostka osadnicza oraz baza Sił Powietrznych USA w stanie Alaska, w okręgu Fairbanks North Star.